# Ulrich Eicke
Ulrich Eicke (Wuppertal, 18 februari 1952) is een voormalig Duits kanovaarder.
Eicke won tijdens de Olympische Zomerspelen 1984 de gouden medaille in de C-1 1000 meter.

## Belangrijkste resultaten

### Olympische Zomerspelen
| Editie | Plaats      | Resultaten               |
| ------ | ----------- | ------------------------ |
| 1976   | Montreal    | 8e C-1 1000m 8e C-1 500m |
| 1984   | Los Angeles | C-1 1000m                |

### Wereldkampioenschappen vlakwater
| Jaar | Plaats   | Resultaten |
| ---- | -------- | ---------- |
| 1977 | Sofia    | C-1 500m   |
| 1979 | Duisburg | C-1 500m   |
| 1985 | Mechelen | C-1 1000m  |

1936: Francis Amyot ·
1948: Josef Holeček ·
1952: Josef Holeček ·
1956: Leon Rotman ·
1960: János Parti ·
1964: Jürgen Eschert ·
1968: Tibor Tatai ·
1972: Ivan Patzaichin ·
1976: Matija Ljubek ·
1980: Ljoebomir Ljoebenov ·
1984: Ulrich Eicke ·
1988: Ivans Klementjevs ·
1992: Nikolai Boechalov ·
1996: Martin Doktor ·
2000: Andreas Dittmer ·
2004: David Cal ·
2008: Attila Vajda ·
2012: Sebastian Brendel ·
2016: Sebastian Brendel ·
2020: Isaquias Queiroz ·
2024: Martin Fuksa